# كورتني غاريت
كورتني غاريت (بالإنجليزية: Courtney Garrett)‏ هي متسابقة ملكة الجمال أمريكية، ولدت في 14 أغسطس 1992.